# Congomostes janssensi
Congomostes janssensi är en skalbaggsart som beskrevs av Basilewsky 1955. Congomostes janssensi ingår i släktet Congomostes och familjen Hybosoridae. Inga underarter finns listade i Catalogue of Life.